# Operace Badr (1973)
Operace Badr (arabsky:  عملية بدر; ‘Amaliyat Badr), někdy též plán Badr (خطة بدر, Khitat Badr) byla egyptská vojenská operace, která vedla k překročení Suezského průplavu a dobytí izraelského opevnění (Bar Levova linie). Zahájena byla 6. října 1973 spolu se syrským útokem na Golanské výšiny a znamenala vypuknutí jomkipurské války proti Izraeli. Ukončena byla 9.  října.
Den uskutečnění operace a její název odkazuje k bitvě u Badru, kdy roku 624 v desátý den ramadánu (v roce 1973 připadl desátý den ramadánu na 6. října) zahájil Mohamed přípravy této později vítězné bitvy.

## Pozadí
Rozhodnutí vést proti Izraeli válku s cílem získat zpět Sinajský poloostrov padlo v Egyptě již v roce 1971.  Egyptský prezident Anwar Sadát, který nastoupil po zemřelém Gamálu Násirovi pochopil, že velmoci, které nastoupily na mezinárodní úrovni politiku détente nebudou mít zájem na vyvíjení diplomatického tlaku na Izrael, aby se stáhl do hranic před Šestidenní válkou a jedinou možností se tedy jevila válka. Ze Sovětského svazu získal Egypt velké množství zbraní, které pokrylo ztráty z Šestidenní války a Opotřebovací války. SSSR také poskytl instruktory a vojenské poradce, kterým se podařilo podstatně zvednout kvalitu výcviku egyptské armády i její bojové schopnosti.  
Plán na znovuzískání Sinajského poloostrova měl řadu podob, až se nakonec prosadila varianta omezené války, která předpokládala zachycení části území Sinaje a vyvolání následných diplomatických kroků ze strany velmocí. Někteří egyptští velitelé v čele s generálem Mohammedem Ahmedem Sadekem prosazovali úplnou (komplexní) válku, i když Sadek uznával, že na takovou válku není egyptská armáda připravená (odhadovalo se, že jen překročení Suezského kanálu by Egypt stálo 17 tisíc mrtvých, sovětské odhady hovořili až o 35 tisících padlých). Přesto Sadek trval na úplné válce i za cenu, že se válka uskuteční později, v horizontu 5 až 10 let. Sadát, který měl na zřeteli i politické souvislosti si uvědomoval, že egyptská veřejnost očekává nějaká opatření, která by narušila izraelskou okupaci Sinaje a zároveň eliminovala pocit ponížení z hořké porážky z roku 1967. Teprve odstraněním Sadeka z pozice ministra války a dosazením generálmajora Ahmeda Ismailího započalo plánování omezené války. V lednu 1973 vypracoval Sadát pro jednání Ligy arabských zemí zprávu, ve které uvedl, že válka proti Izraeli by vyžadovala společný postup Egypta, Sýrie a Jordánska včetně posil z dalších arabských zemí, aby se dosáhlo materiální převahy nad Izraelem, zejména v  oblasti vzdušných sil. Krátce na to deklaroval syrský prezident Háfiz Asad ochotu jít do společné války proti Izraeli.

## Plánování

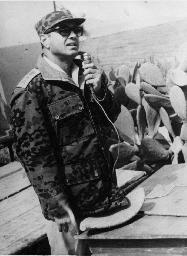
Gen. Šazlí, zodpovědný za naplánování operace

Zodpovědností za přípravu plánů omezené války proti Izraeli byl pověřen gen.por. Saad El Šazlí. Ten definoval dvě největší slabiny Izraele: neschopnost akceptovat vysoké ztráty a neschopnost vést dlouhotrvající válku. Proto bylo nutné zatáhnout Izrael do takového konfliktu, který ho donutí zahájit diplomatická vyjednávání. Šazlí odmítl dosud vytvořené plány, které byly buď spíše obranné, nebo naopak kladly na egyptskou armádu nereálné požadavky a svými cíli byly naprosto nesplnitelné.  Po zkoumání již hotových plánů se Šazlí rozhodl převzít za základ jeden z plánů již vytvořených nesoucí kódový název Vysoké minarety. Přepracování a dokončení tohoto plánu bylo dokončeno v roce 1971 s tím, že jeho uskutečnění bylo plánováno na jaro 1973. 
Egyptští plánovači byli nuceni vyřešit několik zásadních problémů. Především to byla nadvláda izraelského letectva. To se nakonec podařilo vyřešit vytvořením mohutné protiletecké přehrady tvořené kombinací protileteckých raket země-vzduch S-75 Dvina (SAM-2), S-125 Něva (SAM-3) a Kvadrat (SAM-6) a dále konvenčních protileteckých zbraní. Tento deštník měl krýt před útoky izraelského letectva egyptská předmostí a obranné pozice, egyptský týl byl chráněn raketami R-17 Elbrus (SCUD). Druhý problém, izraelské tankové jednotky, byl vyřešen masivním vyzbrojením egyptské pěchoty protitankovou výzbrojí RPG či řízenými střelami 9K11 Maljutka (Sagger) lafetovaných na obrněných transportérech. Veškerou tuto výzbroj dodal SSSR. Egyptští ženisté na západním břehu Suezského kanálu dále vybudovali vysoký val, ze kterého bylo možné pozorovat činnost na izraelské straně průplavu. Problémem se ale ukázal val na izraelské straně průplavu. Jeho sklon byl 45 - 60 stupňů a byl schůdný s obtížemi i pro pěchotu. Pro těžkou techniku byl nepřekonatelný. V egyptském vnitrozemí byl proto vybudován podobný val, na kterém se zkoušely možnosti jeho narušení. Jako neefektivní se ukázaly trhaviny: proražení průchodu trvalo neúměrně dlouhou dobu a hrozilo nebezpečí, že první výsadková vlna a ženisté budou zlikvidováni izraelskými tanky dříve, než se na východní břeh dostane egyptská technika. Zdlouhavou se ukázalo i prorážení průchodu zemními stroji (práce by trvala 4 dny). Nakonec byl použity zkušenosti egyptských ženistů ze stavby Asuánské přehrady: rozrušit pískový val proudy vody. Zkoušky prokázaly použitelnost tohoto návrhu. Proto měla první vlna převézt na druhý břeh silná vodní čerpadla, která byla nakoupena ve Velké Británii a SRN.
Koncem srpna 1973 bylo datum zahájení operace určeno na 6. říjen 1973, neboť v té době probíhal židovský svátek Jom Kippur a plánovači počítali s menší ostražitostí v Izraeli. Druhým důvodem byl příhodný stav vody v Suezském průplavu, na tuto noc také připadal úplněk, což by ulehčilo noční činnost. Po celý rok 1973 prováděl Egypt v rámci dezinformační kampaně řadu opatření, mající Izrael přesvědčit, že se žádný útok nepřipravuje. Probíhala opakovaná cvičení egyptské armády, opakované přesuny egyptských jednotek podél průplavu. Egyptští představitelé poskytovali rozhovory pro tisk, kde opakovaně zpochybňovali tvrzení o možnosti války. Dokonce byly do světového tisku vypouštěny zprávy o špatné úrovni výcviku a zanedbávané technice. Samotný plán byl utajen i před samotnými egyptskými vojáky - 95% egyptských vojáků se o tom, že jedno z cvičení přejde v zahájení války dozvědělo teprve ráno 6. října.

## Sestava egyptských jednotek a plánované úkoly

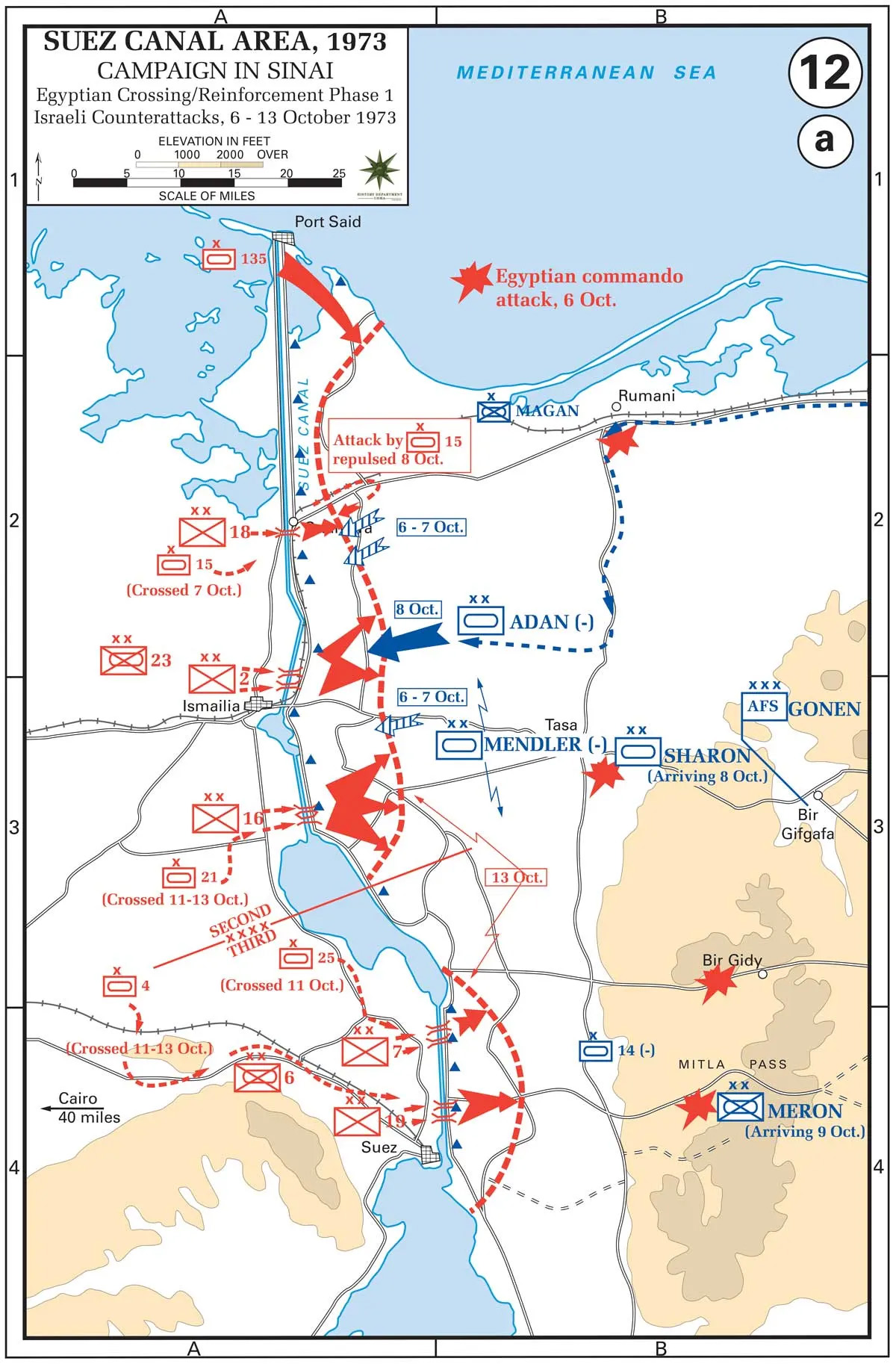
Mapa operace Badr

Pro samotnou egyptskou operaci bylo vyčleněno 5 pěších divizí (ve skutečnosti se jednalo o motorizovanou pěchotu) rozdělených do dvou armád. 
- 2. egyptská armáda pod velením gen.mjr. Muhammada Sa´d Dún Ma´můna sestávala z 2. pěší divize (velitel brig.gen. Hasan Abú Síd), 16. pěší divize (velitel brig.gen. Abd al-Habi Háfiz) a 18. pěší divize (velitel brig.gen. Fuád Aziz Ghálí) a dále tvořené 135. pěší brigádou, 21. tankovou divizí a 23. mechanizovanou divizí měla za úkol operovat v severní části Sinajského poloostrova a to od Port Saidu po severní okraj Velkého Hořkého jezera.
- 3. egyptská armáda pod velením gen.mjr. Muhammada Abd al-Mun´im Wasífa složená ze 7. pěší divize (velitel brig. gen. Ahmad Badáwí) a 19. pěší divize (velitel brig.gen. Jusúf Afifí) a dále tvořená 4. tankovou divizí, 3. a 6. mechanizovanou divizí, 130 samostatnou brigádou námořní pěchoty a jednotkou egyptského námořnictva zajišťovala prostor od poloviny Velkého Hořkého jezera po Suez.[2]

Postaveno  mělo být 10 pontonových mostů  (3 u Kantary, 3 v prostoru Ismáílíja - Deveisor, 4 v prostoru Geneifa - Suez. Každá z divizí dostala za úkol obsadit úsek široký 3 - 4 km.
Na východní, izraelský břeh měly být postupně vysazeny 4 útočné vlny. Jejich úkolem bylo prorazit průchody valem, vytvořit předmostí, obejít pevnosti Bar-Levovi linie, postoupit  a zaminovat přístupy k tankovým rampám. První vlna měla po příchodu druhé vlny zahájit postup do nitra Sinaje a po 180 metrech vybudovat obranná postavení. Dále potom měla vyčkávat na příjezd izraelských tankových jednotek a ničit je. V závěru pěchotního výsadku každé předmostí mělo být široké 8 km a hluboké 5 - 6 km. K rozšíření na 8 km do hloubky a 16 km do šířky mělo dojít po příchodu těžké techniky. Všechny čtyři vlny se na východním břehu měly nacházet hodinu po zahájení operace.

## Izraelská protiopatření

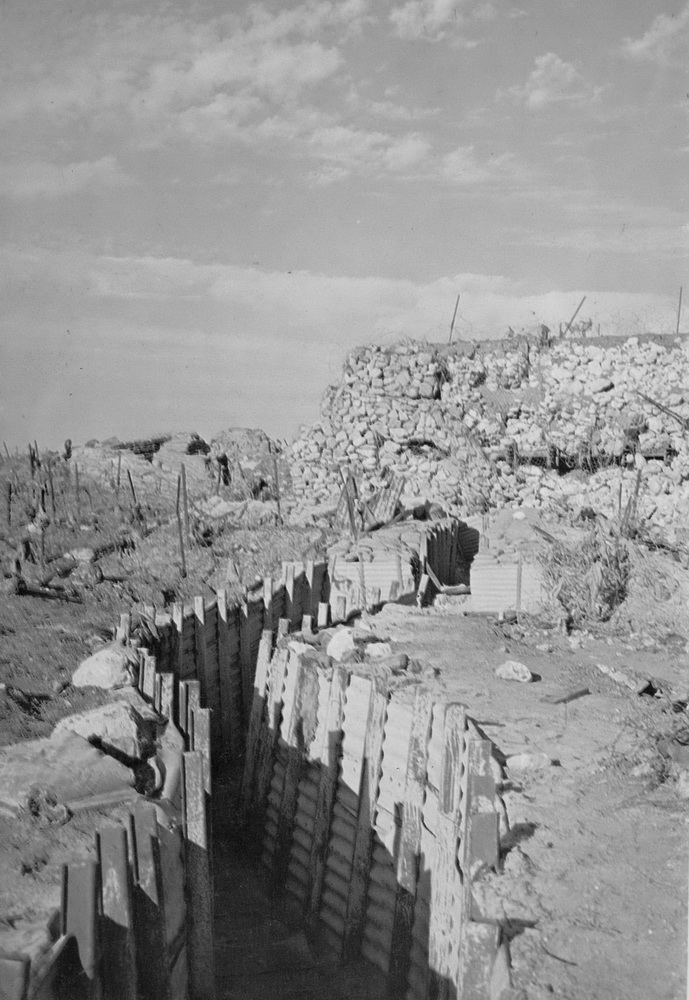
Zákop v Bar-Levově linii

Dnem 1. července 1973 byl velitelem izraelského jižního vojenského okruhu (Sinajského poloostrova a Negevské pouště) jmenován gen.mjr. Šmuel Gonen. Ten  byl znepokojen nedostatky v obraně a navrhl řadu změn. Navrhl například aktivovat řadu již nepoužívaných (a zasypaných) pevnůstek Bar-Levovy linie, vybudovat tankové rampy či připravit infrastrukturu pro vytvoření izraelského předmostí na západním břehu průplavu. Dále nařídil vybudování vysokých pozorovatelen, ze kterých by bylo možné pozorovat činnost na egyptské straně průplavu. Také nařídil obnovení systému ropných zásobníků, které byly vybudovány jako opatření proti možnému egyptskému pokusu o překročení Suezského kanálu. V okamžiku egyptského přechodu měla být z těchto zásobníků vypuštěna ropa a následně zapálena, čímž by se vytvořila ohnivá stěna, v níž by byl egyptský pokus o přechod zničen. U tohoto zařízení byla ale zanedbávána údržba, trubky byly zanesené či zaslepené, řada výpustí byla jen atrapami, což Egypťané věděli. Práce na tomto zařízení byli totiž v roce 1971 zastaveny, neboť se ukázalo, že efektivita takového zařízení byla, vzhledem k rychlosti proudu v kanálu sporná. Gonenem navržená opatření ale přišla pozdě. 
Již před válkou byl izraelským vrchním velením vypracován plán s krycím názvem Šovach Jonim. Ten v případě egyptského překročení Suezského kanálu počítal s rozdělením Sinajského poloostrova na tři části (severní, centrální a jižní sektor), které by byly bráněny přiděleným tankovými jednotkami s přesně rozdělenými prostory působnosti.

## Sestava izraelských jednotek
V okamžiku egyptského útoku se na východním břehu kanálu nacházela 252. tanková divize gen.mjr. Abrahama Mandlera a dále 14. tanková brigáda, 460. tanková brigáda a 401. tanková brigáda s 280 tanky. Pevnosti Bar-Levovy linie hájilo 436 příslušníků 68. pěšího praporu Jeruzalémské brigády, vesměs záložníků, často s minimálními nebo žádnými bojovými zkušenostmi. Každá pevnost byla zároveň hájena tankovou četou.

## Krátce před zahájením operace
Egypťané si byli vědomi nutnosti úplného utajení začátku operace, neboť její prozrazení by mohlo znamenat pro egyptskou armádu obrovské lidské a materiální ztráty. Proto byla řadu měsíců prováděna (prakticky až do zahájení operace) ze strany Egypta dezinformační kampaň  sestávající z opakujících se cvičení a přesunů jednotek či nepřímým podporováním pocitu nadřazenosti nad arabskými armádami, které izraelskou společnost, včetně armády a zpravodajských složek po úspěchu v Šestidenní válce prostoupily. Egyptská armáda dokonce před zahájením vyhlásila částečnou mobilizaci aby následně oznámila propuštění většiny mobilizovaných zpět do civilu, což se ale ve skutečnosti nestalo. Přes tyto klamné operace a přes utajení měly izraelské zpravodajské služby Mosad a Aman řadu signálů o chystaném útoku. Během září 1973 zaznamenal Aman dokonce jedenáct varování o chystaném útoku, včetně varování od jordánského krále Husajna či urychlenou evakuaci sovětských občanů z Egypta a Sýrie, což vlády obou zemí sledovaly s nelibostí, neboť předpokládaly, že to Izrael definitivně přesvědčí o chystané válce. Řada signálů byla ale Izraelci špatně interpretována, další byly záměrně potlačeny, neboť neodpovídaly přesvědčení velení Amanu a Mosadu. Přesto provedl náčelník izraelského generálního štábu několik opatření v podobě přesunu jednotek na budoucí frontové linie  a vyhlásil úplnou pohotovost. Teprve poté, co se náčelník Amanu Cvi Zamir setkal v Evropě s izraelským agentem umístěným v Egyptě, změnil svůj názor a okamžitě do Izraele oznámil, že válka vypukne 6. října v 18 hodin. Na následném jednání izraelské vlády byl zamítnut preemptivní letecký úder, ale byl vydán příkaz zahájit mobilizaci.

## Průběh operace

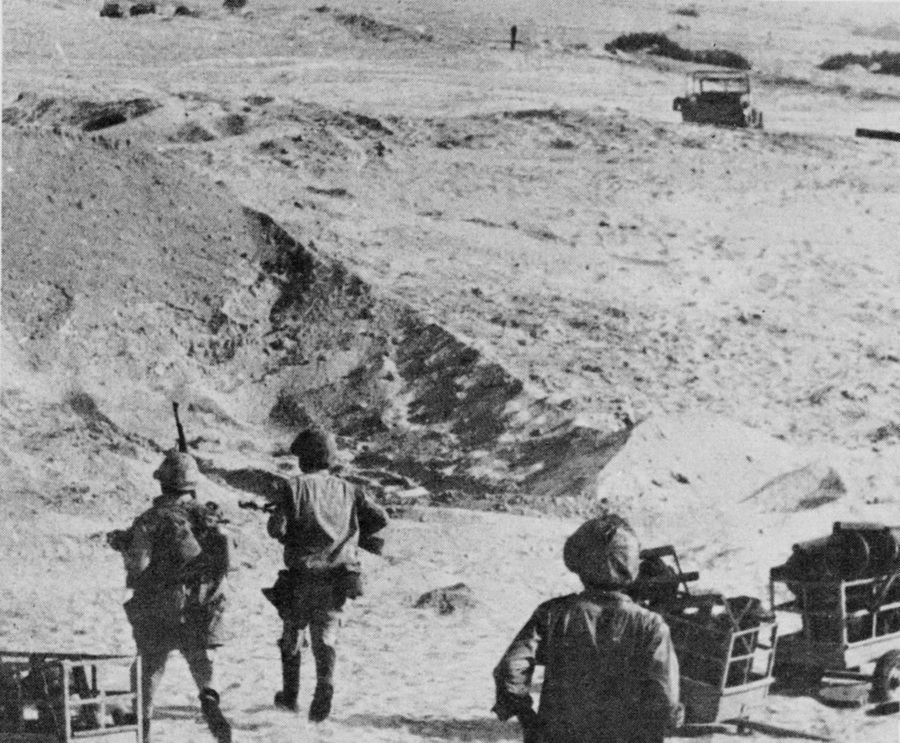
Egyptští vojáci na východním břehu Suezského kanálu. Vidět jsou i tažné vozíky, na kterých vojáci přepravovali těžší části výzbroje

Operace začala ve 14:00 (káhirského času) leteckým útokem. 240 egyptských letadel vzlétlo proti izraelským leteckým základnám na Sinaji, protileteckým a dělostřeleckým bateriím, velitelským stanovištím, komunikačním uzlům a proti opěrnému bodu Budapest. Zároveň zahájilo palbu 2000 děl a minometů a raket Frog (Luna), palbu zahájily i egyptské tanky z předem připravených ramp.  Ve 14:15 se vrátila letadla a přes kanál vyrazila první vlna o síle 4000 mužů na 720 útočných člunech. Ta dosáhla východního břehu ve 14:30. Vyrazily i oddíly commandos a protitankové oddíly. Zatímco pěchota vyzbrojená útočnými puškami AMK a samopaly Port Said a táhnoucí za sebou ruční vozíky s PTŘS Sagger a  Strela překonala pískový val, ženisté začali s jeho prorážením pomocí vodních pump, které na východní břeh přepravily obojživelné obrněné transportéry OT-62 Topas. Ve 14:35 byla na západním břehu vztyčena první egyptská vlajka. Pěchota dále plnila svůj úkol, zaminovala přístupy ke kanálu a rampám a čekala příjezd izraelských tanků. Speciální jednotky zahájily dobývání pevností Bar-Levovy linie . 
První vlna překračující kanál na gumových člunech se snažila vyhnout prostorům ostřelovaným izraelskými obránci, což se ve všech případech nepodařilo. Zatímco v prostoru 2. armády proběhlo překročení kanálu a vytvoření průchodů ve valu bez problémů, v prostoru 3. armády došlo při prorážení průchodů valem k problémům, neboť egyptští plánovači nevěděli, že zde je val větší a navíc zde byla jiná skladba půdy. Odplavovaná zemina se nerozpadala, ale vytvořila záplavu hlubokého bahna a bylo nutné požít buldozery a trhaviny. Vlivem dělostřelecké palby zaznamenaly posádky pevností Bar-Levovy linie těžké ztráty, přesto ale kladly odpor a předávaly hlášení na velitelství. Prvotní izraelský odhad byl, že se nejedná o invazi, ale  pouze o dělostřelecký přepad. Na jednotlivé pevnosti mezi tím útočily egyptské speciální jednotky. Tam, kde posádky posádky pevností dostaly rozkaz uchýlit se do krytu, se Egypťanům podařilo takřka okamžitě dostat se do obranného rajonu pevnosti. Tam, kde obránci zůstali na svých místech se podařilo útok Egypťanů odrazit. V řadě pevností při přepadu padl velitel a velení přebírali poddůstojníci (v jednom případě i vojín). Ani jedna z pevností ale boj neukončila bez rozkazu. Povolení vyklidit pevnosti přišlo 7. října ráno. Těžké ztráty zaznamenaly i izraelské tanky, které se pokoušely posádky pevností vyprostit. Jediná pevnost, kterou se Egypťanům přes opakované pokusy nepodařilo dobýt byla pevnost Budapest. 

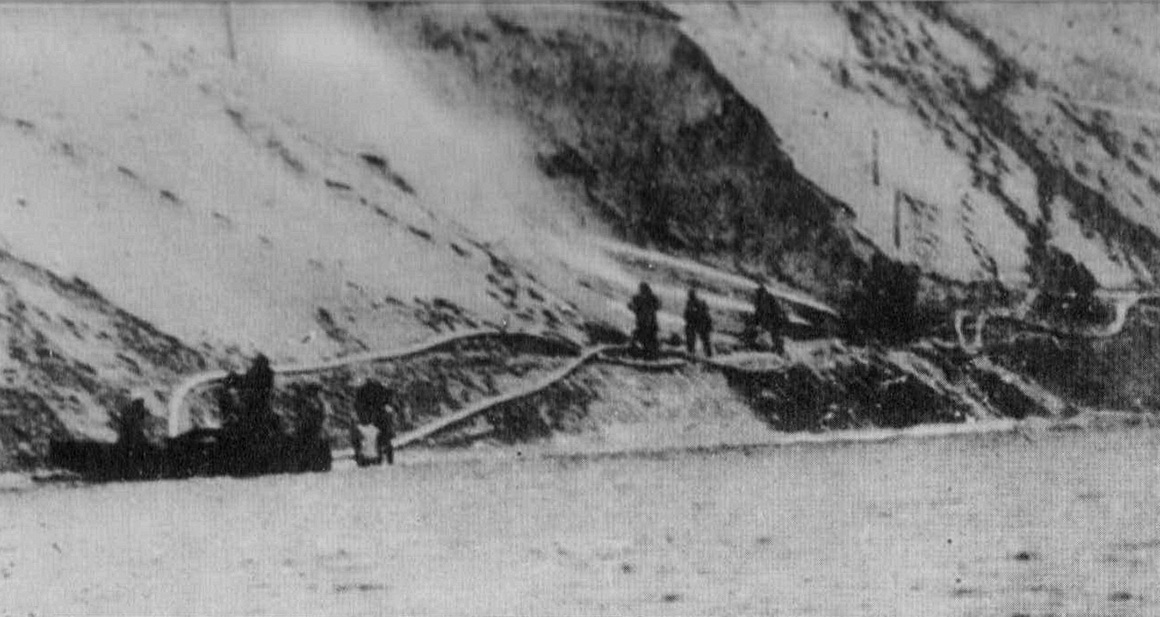
Na proražení cesty písečným valem používali egyptští ženisté vodní děla

V 15:15 se na východním břehu již nacházelo deset egyptských pěších brigád o síle 25 tisíc mužů v pěti divizních předmostích. Zatímco probíhal přesun pěchoty přes kanál, byla na západním břehu ke kanálu přesunuta mostní technika. Tvořena byla padesátitunovými motorovými prámy a pontony PMP. Ty byly sestaveny do mostů pro přesun těžké techniky. Vybudováno bylo i několik klamných mostů k odvrácení pozornosti izraelského letectva.
V oblasti mezi Hořkými jezery a Suezským zálivem se jednotky 130. egyptské samostatné brigády námořní pěchoty po vytvoření předmostí pokusily pomocí vrtulníků provést výsadek v oblasti průsmyku Gidi.  Byly ale napadeni izraelským letectvem. 14 egyptských vrtulníků bylo zničeno ještě ve vzduchu, ti výsadkáři, kterým se podařilo provést výsadek, padli do izraelského zajetí či byli zabiti.
V 17:30 se na východním břehu Suezského kanálu nacházelo 32 tisíc egyptských vojáků. Na severu v oblasti Kantary se pokusila 460. izraelská tanková brigáda zatlačit protivníka zpět, byla ale odražena a utrpěla těžké ztráty. Stejný osud potkal 401. izraelskou tankovou brigádu v oblasti mezi Malým Hořkým jezerem a Suezem.  Do 22:00 byly na východním břehu průplavu již kompletní prapory pěších divizí. Ve 23:00 překročilo průplav dělostřelectvo a podpůrné jednotky. Během noci bylo na východní břeh přepraveno 500 tanků a větší počet děl a obrněných transportérů. Většina přepravené techniky se nacházela v prostoru 2. armády. V prostoru 3. armády bylo množství přepravené techniky mnohem menší, neboť zde přetrvávaly technické problémy. 
Ve velení izraelské armády ve večerních hodinách stále převládal mírný optimismus. Gen. Elazar označil situaci za dobrou. Předpokládalo se, že izraelské jednotky následující den podniknou protiútok a podaří se jim proniknout na západní břeh kanálu. Tento optimismus se zakládal pouze na kusých informacích či na úplném nedostatku informací o skutečném stavu. Mezitím 252. izraelská tanková brigáda gen. Mandlera postupovala vpřed bez jakýchkoliv informací o situaci před nimi. V severním sektoru postupovala 460. tanková brigáda, v centrálním úseku postupovala 14. tanková brigáda a na jihu se do pohybu na západ dala 401. tanková brigáda. 460. tanková brigáda byla odražena 7. října ráno se stáhla zpět, když se jí za cenu těžkých ztrát podařilo alespoň evakuovat posádku pevnosti Mifreket. 14. tanková brigáda se dostala do palby protitankových zbraní vedenu egyptskou pěchotou a byla s výjimkou dvou tanků prakticky zničena. Určité úspěchy zaznamenala na jihu 401. tanková brigáda, které se podařilo vyprostit z obklíčení posádky několika pevností, přičemž ale zaznamenala také těžké ztráty. Útoky na egyptské předmostí provádělo i izraelské letectvo. S příchodem noci jeho nálety ale ztratily na efektivitě, neboť mělo jen omezenou schopnost operovat v noci. První velká letecká vlna IAF byla vyslána 7. října ráno s cílem likvidovat stanoviště protiletadlových raket a radarové stanice a zničit tak raketovou clonu nad egyptským předmostím. Útok zaznamenal určité úspěchy. Druhá vlna, která byla naplánována byla, ale zrušena a letectvo bylo odesláno na severní golanskou frontu, kde se syrským jednotkám podařilo prolomit izraelskou obranu a postupovat do nitra Izraele. 
Dopoledne 7. října se na východním břehu nacházelo 5 pěších divizí i s přidělenými tankovými brigádami, dále se zde nacházela samohybná děla SU-100.

## Konec operace
Bitva o překročení Suezského průplavu skončila egyptským vítězstvím. Během 18 hodin trvající operace bylo na západní břeh přepraveno 90 tisíc mužů, 850 tanků a 11 tisíc dalších vozidel. Do 12 hodin téhož dne dokončily přechod průplavu na jih od Hořkých jezer 7. pěší divize a 25. tanková brigáda. Přestože egyptské velení počítalo se ztrátami v řádech tisíců vojáků, ve skutečnosti ztratili Egypťané 208 mužů, 5 letadel a 20 tanků. Egyptské jednotky pokračovaly dále v upevňování obsazených pozic. Do konce 8. října již držely předmostí na Sinajském poloostrově do hloubky 15 km, upevňovaly svá postavení a odrážely izraelské pokusy o protiútoky. 
Operace samotná byla přesně ohraničena. Další postup egyptských jednotek, totiž obsazování Sinajského poloostrova byl naplánován pouze rámcově a ukázal se jako nereálný. Navíc se další plánování operace dostalo pod politický vliv. Na golanské frontě se totiž IOS podařilo zastavit syrský postup a dokonce proniknout na syrské území. Sýrie proto požádala Egypt o rozvinutí bojových operací na sinajské frontě s cílem poutat izraelské jednotky. Prezident Sadat nařídil provést 14. října rozsáhlou ofenzivu s cílem zatlačit izraelské jednotky hlouběji do Sinaje. S tím ale nesouhlasil gen. Šazlí, který si byl vědom, že útočící egyptské jednotky se dostanou mimo ochranný raketový deštník a stanou se snadnými cíli pro izraelské letectvo i pro izraelské tankové jednotky, které s průběhem mobilizace dále posilovaly. Navíc bylo nutné na východní břeh přesunout ze západního veškeré egyptské tankové zálohy. Ofenziva 14. října skončila pro egyptskou armádu katastrofálně. IOS převzala iniciativu a v dalších bojích se jí podařilo proniknout na egyptské území a odříznout egyptské jednotky od západního břehu. 
Operace Badr je dodnes díky svému naplánování a provedení vedle spojeneckého vylodění v Normandii řazena mezi nejúspěšnější vyloďovací operace v dějinách. Splnila veškeré své cíle, totiž zvednout nejen egyptské, ale i arabské sebevědomí po debaklu v červnu 1967, způsobit Izraeli vysoké ztráty a zatáhnout izraelskou armádu do konfliktu.